# Provincia 3 della Chiesa Episcopale negli Stati Uniti d'America

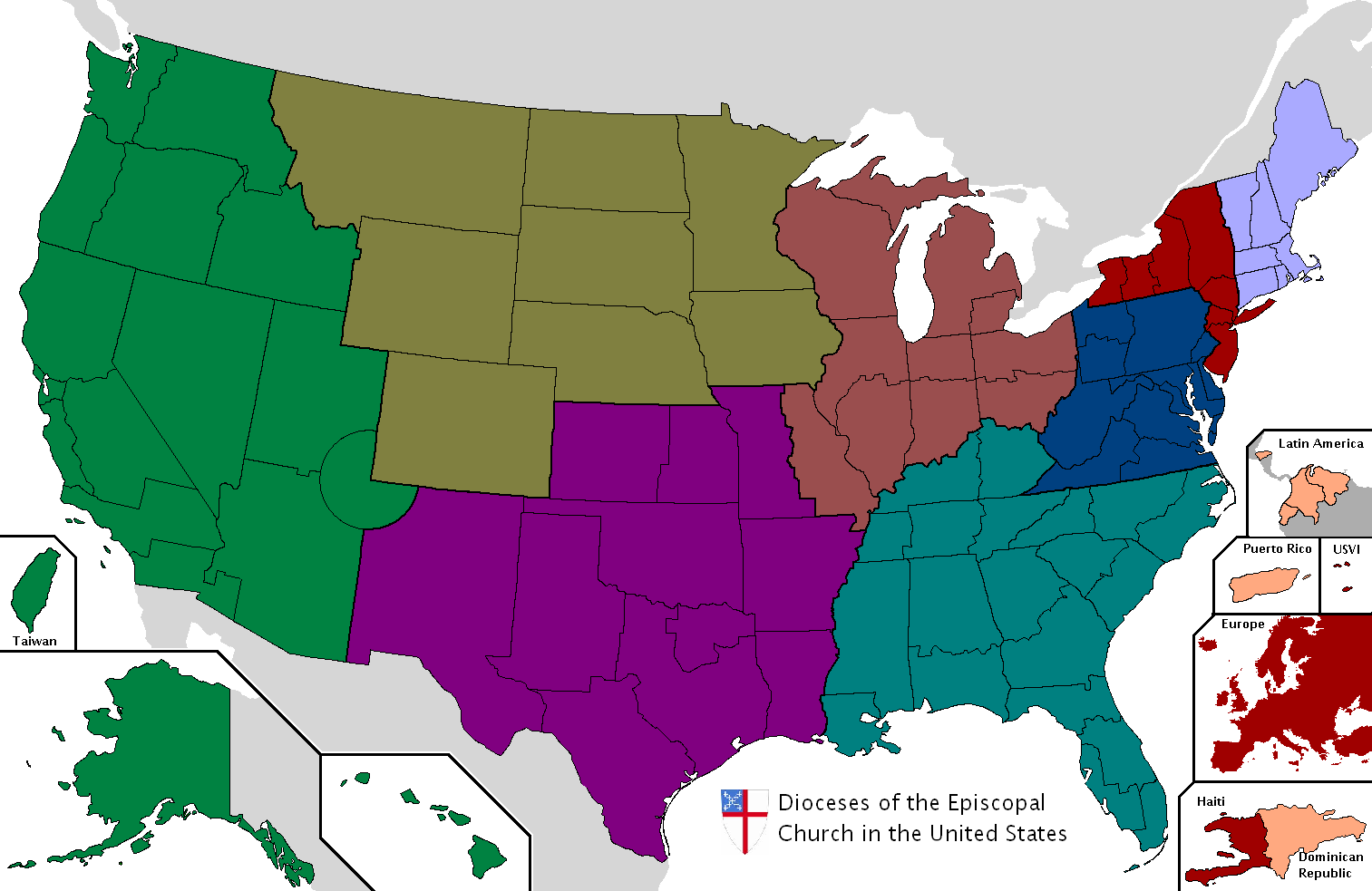
     Provincia III dell' ECUSA
La Provincia 3 (III) è una delle nove province ecclesiastiche della Chiesa Episcopale degli Stati Uniti d'America. Si compone di tredici diocesi negli stati del Medio Atlantico: Delaware, Maryland, Pennsylvania, Virginia, Virginia Occidentale, e il Distretto di Columbia.

## Diocesi della Provincia 3
- Diocesi di Bethlehem
- Diocesi del Delaware
- Diocesi di Easton
- Diocesi del Maryland
- Diocesi della Pennsylvania
- Diocesi della Pennsylvania centrale
- Diocesi della Pennsylvania nord occidentale
- Diocesi di Pittsburgh
- Diocesi della Virginia
- Diocesi della Virginia occidentale
- Diocesi della Virginia meridionale
- Diocesi della Virginia sud occidentale
- Diocesi di Washington